# Dansul Zeybek

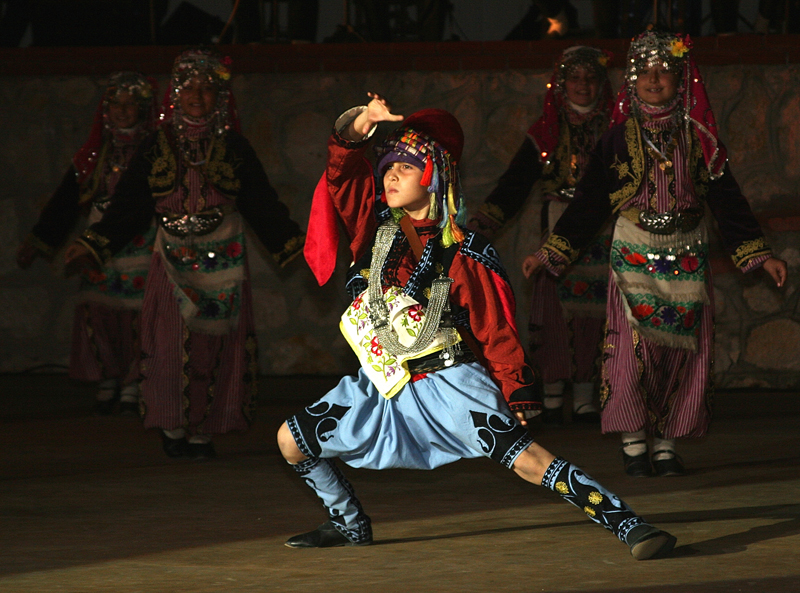
Copil („kızan”) care dansează Zeybek

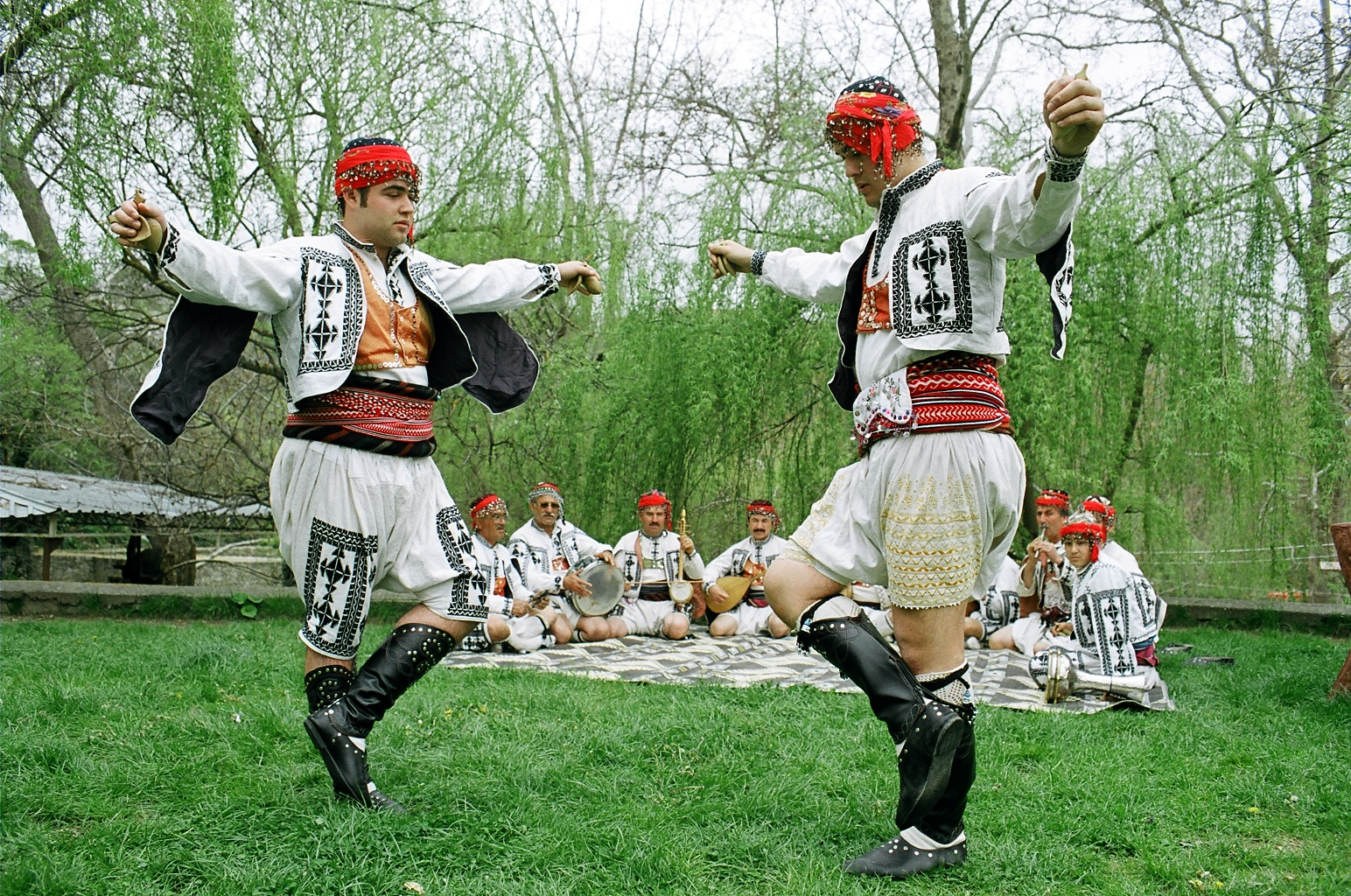
Voinici („efe”) care dansează Zeybek

Zeybek este un dans popular turcesc, cu o istorie vastă, întâlnit în partea estică a Anatolei (Anatolia), cu precădere în zona Mării Egee, acest dans fiind practicat de către voinicii zonei în localități precum Aydın, Muğla, Denizli, dar și în Izmir și Manisa, dispunând de o vestimentație specifică, iar mișcările din timpul exercitării dansului având un caracter simbolic. În timp, dansul a început să fie practicat în mai multe localități de pe teritoriul Turciei, în special la nunți. 

## Istoric
Termenul de „zeybek” a fost utilizat inițial ca un apelativ pentru a-i desemna pe voinicii societății cunoscuți ca oameni cinstiți, viteji, care se opun nedreptății și îi ajută pe cei sărmani, alături de termenul „efe”, ce reflectă aceleași trăsături, în zilele noastre, termenul „efe” fiind utilizat preponderent în zona Mării Egee cu sensul de frate mai mare („ağabey”). De asemenea, „zeybek” este un concept general care îi înclude atât pe bărbații care practică acest dans, cât și pe copiii întâlniți și cu denumirea de „kızan”.  În timp, „zeybek” a început să fie utilizat și ca denumire a dansului popular, în care majoritatea figurilor sunt simbolice și au rol în evidențierea vitejiei voinicilor.  Dansul zeybek a fost practicat la început în satele din Aydın și Denizli, iar mai apoi s-a extins în orașe mediteraneene precum Antalya, Burdur, Isparta, unde a căpătat diverse forme, fiind dansat atât de femei cât și de bărbați. De asemenea, se știe că costumele soldaților pecenegi plătiți din cronicile bizantine sunt asemănătoare cu ținuta Zeybek. Potrivit unor istorici, cultura peceneg are o mare influență asupra culturii zeybek.

## Tipuri de zeybek
Zeybek-ul este un tip de dans care poate fi dansat de o singură persoană, două persoane sau în grup, atât de bărbații ce au primit apelativul de „efe” sau „zeybek”, copiii denumiți „kızan”, cât și de femei. Acest dans poate fi de două feluri: lent („ağır”), de 9/4 sau 9/2 bătăi și rapid („kıvrak”), de 9/8 sau 9/16 bătăi. În zilele noastre există în jur de 20 de tipuri de zeybek, însă cele mai populare sunt următoarele  :
Teke Zeybeği: cunoscut și ca Teke Zortlaması, este o categorie a zeybek-ului apărută în Aydın și răspândită mai apoi în zona mediteraneană. Principalele figuri de dans sunt mersul, rotația, aplecarea, aplecarea prin rotație, acesta fiind cel mai rapid tip de zeybek, cântat cu o măsură de 9/8, care are diverse tipuri de melodii. Cele mai cunoscute dansuri sunt Tek Zeybek, Haymanalı și Sarı Zeybek.  
Ağır Zeybek: este unul dintre cele mai caracteristice dansuri ale zeybek-ului, jucat într-un ritm lent, apăsat, ce reprezintă o expresie a curajului și a stabilității. Este practicat aproape în toate satele din Antalya, cele mai cunoscute tipuri fiind Alyazma și Kaz Ahmet Zeybeği.
Kıvrak Zeybek: este o specie mai ritmată a zeybek-ului, având trăsături specifice precum pocnitul din degete, lovitul podelei cu genunchiul și călcâiele, întâlnit preponderent în partea vestică a Anatoliei. Cele mai cunoscute forme sunt Serenler Zeybeği și Bucak Serenleri.  
Kırık Zeybek: este o specie asemănătoare cu Kıvrak Zeybek, în care există mișcări de aplecare, îndoire, îndoirea genunchiului, fiind dansat în Denizli. Cele mai cunoscute sunt Karaağaç și Kırık Tavas.  
Kadın Zeybeği: este un tip al zeybek-ului dansat de către femei, energic, în care se regăsesc mișcări specifice din umeri, de legănare și de ușoară aplecare. Cea mai cunoscută formă este İğnem Düștü Yerlere.  
Avșar Zeybeği: este unul dintre categoriile cele mai lente și apăsate ale zeybek-ului, specific zonelor Burdur și Antalya, care are unele mișcări asemănătoare cu dansul de linguri. Este dansat de o singură persoană, cea mai renumită mișcare fiind lovitul pământului cu genunchiul, iar cele mai cunoscute forme sunt Hasbahçe, Oba sau Osman Zeybeği.  
Alyazma Zeybeği: are o măsură de 9/4, iar în timpul rostirii unor versuri specifice dansatorul se plimbă în armonie cu linia melodică, începând jocul propriu-zis odată cu finalizarea versurilor.  

## Coregrafie
Zeybek-ul, în general, este un dans lent, apăsat sau rapid, practicat în aer liber, în acompaniament de tobă, trâmbiță, cümbüș, oud, vioară, saz, clarinet, tambur, tamburină, fluier, caval sau linguri. În aer liber, de obicei, se dansează în acompaniamentul tobei, clarinetului sau trâmbiței, în timp ce în spațiile închise în acompaniament de saz. Acesta a fost conceput în funcție de mișcările brațelor, picioarelor și trunchiului, în cadrul lui existând strigăte, sărituri spontane și lovituri ale pământului cu palma sau genunchiul. Este cunoscut în general ca fiind un dans pentru bărbați, însă există zone precum Isparta, în care este dansat și de femei.
Figurile de dans diferă de la tipul de zeybek dansat și numărul persoanelor. Astfel, în cadrul zeybek-ului dansat de o singură persoană mișcările de mers, aplecare și întoarcere prezintă diferențe. Zeybek-ul începe mai întâi cu mersul apăsat, lent, în care toată greutatea corpului este resimțită. După al doilea mers se strigă, atunci începând dansul propriu-zis, iar mai apoi se fac mișcările specifice, se așează pe un genunchi, se merge stând pe vine, iar mai apoi, dansul se finalizează cu mersul normal, cei care dansează zeybek fiind numiți „efe” (viteji).  În timpul dansului, când piciorul drept se pune înainte, mâinile se ridică asemenea aripilor de vultur, după care la a treia mișcare de șchiopătare acestea se leagănă pe lângă corp, mai apoi se ridică și țin deasupra capului, mișcările fiind în concordanță cu ritmul melodic. La finalul jocului mâna stângă se lasă în jos, iar trupul este permanent neclintit și privirile sunt încruntate, după care se salută publicul, dansul finalizându-se. 
În cadrul zeybek-ului pentru femei nu există partea cu strigătul, nu există partea de mers, în comparație cu cel al bărbaților, dansul fiind unul mai rapid. 
În cadrul zeybek-ului de grup, voinicii dansează în cerc, mișcările lor fiind în sincron.
În ceea ce privește zeybek-ul de cuplu, mișcările femeii sunt mai delicate față de cele ale bărbatului, acesta luând-o de mână pe femeie, apoi cântinuând cu unele din mișcările specifice, dansul finalizându-se cu sărutul genunchiului femeii de către bărbat, acest dans fiind simbolul iubirii pure, adevărate. 
Săriturile din timpul dansului, strigătele, lovirea genunchiului, mersul apăsat, privirile încruntate, simbolizează încrederea în sine, onestitatea și curajul vitejilor.

## Ținută specifică
Asemenea celorlalte dansuri populare, și zeybek-ul are o vestimentație specifică cu ciorapi înfrumusețați cu broderii cu motive din zona anatoliană, fes, bolero, șalvari lungi până la genunchi, centură, iar pe fesurile femeilor există deseori broderii cu modele de trandafiri, violete sau margarete.   În ceea ce privește culorile, broderiile, accesoriile, această ținută diferă în funcție de zonă și tipul de zeybek, însă piesele vestimentare de bază sunt următoarele:
1. Bașlık (Bonetă): dansatorii poartă pe cap un fes dintr-un material subțire de lână sau un coif dintr-un material dur din păr de capră peste care se înfășoară un batic („yemeni”) pompos din mătase cu o dantelă lucrată cu acul și aplicată peste. De asemenea se atașează ciucuri lucrați tot din mătase pură, cu o greutate variabilă între 300 și 1000 de grame. Acest ciucure prins la spatele fesului bărbaților creează iluzia unui păr.  
2. Ten gömleği (Cămașă de corp): este prima piesă de corp, fiind un fel de cămașă din mătase, in sau bumbac, care nu are guler și care are dantelă la mâneci și în partea gâtului.  
3. Ișlik (Cămașă): este un alt tip de cămașă care se îmbracă peste cămașa de corp, din bumbac sau mătase, în nuanțe de roșu și alb sau de albastru și alb, căptușită, cu nasturi, care ajunge până la centură, cu mâneci lungi, cu șliț și cu broderie la guler.  
4. Cepken (Bolero/Sacou): este un fel de sacou scurt, până la piept, cambrat, care se îmbracă peste ișlik, cu mâneci lungi, dintr-un material subțire de lână sau cașmir, de culoare albatră sau mov, iar căptușeala este de culoare roșie, în care fața, spatele și mânecile sacoului sunt înfrumusețate cu motive negre din bumbac sau mătase.  
5. Camadan (Vestă): poartă și denumirea de „aripi de vultur” („kartal kanadı”), fiind din același material precum sacoul și se îmbracă peste acesta. Nu are mâneci, însă are două bucăți de material în zona umerilor care se întind pe toată lungimea brațelor și se aseamănă cu aripile, ajutând dansatorul să fie măiestuos în timpul dansului.   
6. Karadon (Chilot): este un fel de chilot strâmt, dar care nu împiedică mișcările din timpul dansului, care, în lunile de iarnă, se îmbracă pe sub șalvari.   
7. Çakșır menevrek (Șalvari): sunt un fel de șalvari confecționați din același material precum sacoul și vesta, cu o lungime până la genunchi, largi, având aceleași motive de culoare neagră precum sacoul, iar în partea taliei este cusută un fel de pânză de culoare roșie.  
8. Tozluk (Jambiere): vitejii purtau șosete de lână până la genunchi, iar deasupra acestor șosete purtau jambiere, de aceeași culoare și material precum vesta și sacoul, având broderii negre în partea din față, iar la spate se încheiau cu copci.   
9. Yemeni/Çarık (Opinci): sunt un fel de opinci de piele, cu vârful puțin ridicat și talpă groasă, purtate de zeybek. În zilele noastre se mai poartă și cizme.  
10. Salta (Pelerină): este un fel de pelerină simplă din cașmir, de culoare albastră sau mov, purtată în anotimpurile răcoroase și ploioase, ce are o lungime până la gleznă.  
11. Kușak (Centură): este o centură care se înfășoară de trei-patru ori în jurul taliei, denumită și „centură-plapumă” („yorgan-kușak”), deasupra căreia se pune un șal, iar deasupra acestuia o altă centură din piele prelucrată, un fel de toc de arme, deasupra căruia se așează toate armele voinicilor. Pe lângă arme se mai pun și tabachera, punguța cu bani sau ceasul.  
12. Silahlar (Armele): cea mai celebră armă a voinicilor era iataganul („yatağan”), pus în așa fel încât mânerul acestuia să fie la vedere, iar lama în interior.  
Ținuta femeilor 
Femeile își pun pe cap un tul roz, albastru sau alb, cu bănuți strălucitori la colțuri, iar în partea frunții au bănuți aurii ornamentali. De asemenea, acestea poartă o cămașă cu gulerul în formă de semilună peste care vine un sacou de catifea, un șal și un cordon, precum și șalvari delicați feminini, în picioare având o încălțăminte galbenă sau roșie. 

## Muzică
Cântecele de zeybek poartă denumirea de „Zeybek Türküsü”, având o măsură de 9 timpi. În ceea ce privește ritmul, există unul de 9/4 sau 9/2 specific zeybek-ului lent („ağır”) și unul de 9/8 sau 9/16 specific celui ritmat („kıvrak”). Subiectul acestora are două mari teme:
1. cântece despre faptele de vitejie ale zeybek-ului și viața sa amoroasă;
2. elegii („ağıt”) spuse în urma decesului zeybek-ului prin care se evidențiază durerea pierderii lui, calitățile sale, faptele bune pe care le-a făcut.  
Au fost scrise numeroase cântece în cinstea voinicilor, cele mai celebre dintre acestea fiind: 
•	İzmir’in Kavakları
•	Harmandalı
•	İnce Mehmet
•	Gökçen Efe
•	Mezarımın Bașı Bozdağ’a karșı
•	Ötme Bülbül
•	Bir Ateș Ver Cigaramı Yakayım

### Versuri din cântecul „Harmandalı”
Acesta este un cântec specific regiunii Mării Egee, format din două catrene în care se vorbește despre faptele de vitejie ale efe-ului care se luptă constant, rănile apărute în timpul confruntărilor sale, precum și de ținuta sa frumoasă care i se potrivește mănușă.
„Harmandalı Efem Geliyor Geliyor,
Bileğinden Kanlar Akıyor,
Gümüș Bilezikli Mavzerin,
Namlusu Șimșekler Çakıyor.

Efeme De Mor Cepkenler Yarașır Yarașır,
Efem Ne Giyerse Yakıșır,
Bütün Kızanların Önünde,
Elinde Yatağan Savașır.”  